# 東臨運輸区

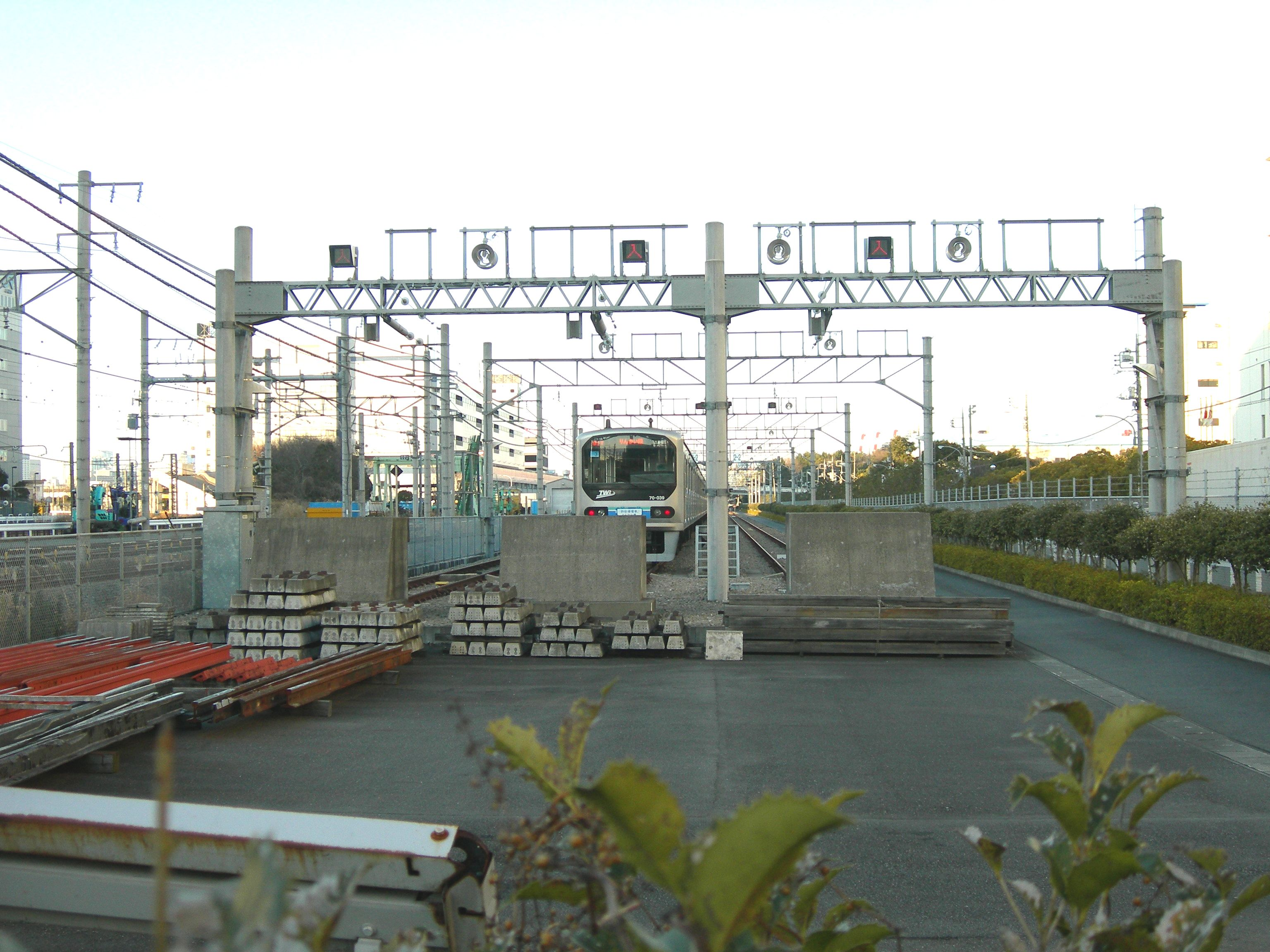
構内

東臨運輸区（とうりんうんゆく）とは、東京都品川区八潮三丁目と大田区東海四丁目に跨る東京臨海高速鉄道りんかい線の車両基地である。八潮車両基地と呼称されることもある。

## 概要
2001年のりんかい線第2期（東京テレポート駅 - 天王洲アイル駅間）開業に合わせて開設された。それまで月検査は東日本旅客鉄道（JR東日本）の京葉電車区（現・京葉車両センター）に委託していたが、全般検査・重要部検査（現在は新保全体系で検査を行っている）を除いて当車両基地で対応が可能となった。列車検査、機能保全、指定保全などの検査および構内入換など、業務は協力会社のJR東日本テクノロジーに委託している。
地理的には東京貨物ターミナル駅の東側に位置し、東西方向の幅は狭く、南北方向には1,100mと細長い敷地で設けられている。入出区線には車両洗浄装置を設置（薬液洗浄装置・水洗浄装置）、さらにパンタグラフすり板自動計測装置、車輪形状計測装置を設置している。入出区線を直進すると留置2 - 4番線となる。
検修庫は留置2 - 4番線の反対側にあり、折り返して洗浄線、列車検査線（検修庫）、月検査線（検修庫）に入ることができる。月検査線にはピット式移動集塵機、列車検査線には車輪転削盤を備えているほか、奥には車両昇降装置を備えている。
車両昇降装置（ドイツ製）は臨時検査時に使用するもので、台車や床下機器の取り外しを行うための設備である。特徴として、電動車ユニットの切り放し作業が不要となるよう、2両同時の昇降が可能となっている。車体のみ昇降、台車を入れた状態での昇降、両方に対応できる。昇降装置を使用しない際は、床中に格納され、検修庫床面はフラットとなり、敷地の有効活用が図られている。
敷地の制約から専用の車輪転削線が確保できず、列車検査線と兼用になっている。また有効長が確保できないことから、10両編成の場合、4両と6両に分割して転削を行う。
構内
- 留置線 3線（10両編成を縦列留置・計6編成留置可能）
- 洗浄線 1線（洗浄台があり、手洗浄を行う）
- 列車検査線・車輪転削線・修繕線 1線（プールピット構造）
- 月検査線 1線（プールピット構造）。車両は10両編成9本（90両）が留置できる[1]。

そのほか、保線機材線（保線用モーターカー等留置）が1線ある。

## 配置車両
- 70-000形 (10両 × 8編成 = 80両)

## 周辺
品川埠頭分岐部信号場から分岐する入出庫線を使って電車の出入区を行なっている。国鉄時代の京葉貨物線計画の通り、東京貨物ターミナル駅と隣接しており、上り・下り各2線を接続するだけで、すぐにでも列車の直通運転が可能である。この直通運転により、羽田空港アクセス線（臨海部ルート）が2031年春に開業する予定となっている。
また、東海道・山陽新幹線の車両基地（東京修繕車両所）が近くにある。その他に、真隣にみなとが丘ふ頭公園や、留置線隣の道路を南に進むと環七通りと大田市場の裏手に突き当たる。